# رالف اسپنس
رالف اسپنس (انگلیسی: Ralph Spence; ۴ نوامبر ۱۸۹۰ – ۲۱ دسامبر ۱۹۴۹) یک فیلم‌نامه‌نویس اهل ایالات متحده آمریکا بود.
او در سال ۱۸۹۰ در کی وست فلوریدا به دنیا آمد و بین سال‌های ۱۹۱۲ تا ۱۹۴۶ برای بیش از ۱۲۰ فیلم نوشت. نمایشنامه‌اش، گوریل، در سال ۱۹۲۵ در برادوی تولید شد و پایه‌ای برای چندین فیلم بود. او همچنین مطالبی را برای تعدادی از ارائه‌های حماقت های زیگفلد و غرورهای ارل کارول نوشت. اسپنس در وودلند هیلز، لس آنجلس بر اثر حمله قلبی درگذشت.

## فیلم‌شناسی
- Six Cylinder Love (۱۹۲۳)
- Mademoiselle Modiste (۱۹۲۶)
- ۳ مرد بد (۱۹۲۶)
- Johnny Get Your Hair Cut (۱۹۲۷)
- گوریل (۱۹۲۷)
- دکمه‌ها (۱۹۲۷)
- نمایش مردم (۱۹۲۸)
- Bringing Up Father (۱۹۲۸)
- The Patsy (۱۹۲۸)
- Excess Baggage (۱۹۲۸)
- مشکل دشوار (۱۹۳۱)
- Laugh and Get Rich (۱۹۳۱)
- شوهر جنگاور (۱۹۳۳)
- Her Bodyguard (۱۹۳۳)
- گروه موسیقی وارد می‌شود (۱۹۳۵)
- Everybody Dance (۱۹۳۶)
- The Great Barrier (۱۹۳۷)
- معادن شاه سلیمان (۱۹۳۷)
- گوریل (۱۹۳۹)
- شیطان‌های پرنده (۱۹۳۹)
- Higher and Higher (film) (۱۹۴۳)